# Sakromonte
Sakromonte (šp. Sacromonte) je četvrt u Granadi, u Španiji. Ime potiče od obližnjeg manastira, koji je osnovan 1600. godine na brdu Valparaiso izvan starog grada, i koji je izgrađen na katakombama.
Na padinama brda nalazi se tradicionalna romska četvrt. U Sakromonteu se 1. februara veliki broj ljudi okupi da proslavi dan gradskog prvog biskupa i zaštitnika Granade, Sesilija od Elvire (Sveti Sesilije). Proslava i sam manastir su glavni akteri očuvanja i propagiranja lika Svetog Sesilija.
Legenda kaže da su katakombe mjesto mučeništva Svetog Sesilija i da manastir čuva relikvije za koje se vjeruje da pripadaju njemu i jedanaest kostiju drugih svetaca, pepeo i peć u kojoj su, vjeruje se, spaljene. Takođe posjeduje ispisane olovne ploče i knjige koje su pronađene zajedno sa relikvijama (Olovne knjige Sakromontea), ali su kasnije zvanično proglašene falsifikatima.
Mavarsko stanovništvo Granade je protjerano u druge djelove Španije nakon Mavarske pobune 1568. godine (sa izuzetkom nekoliko Mavara od povjerenja koji su služili kralju, i kojima je dozvoljeno da ostanu u staroj mavarskoj četvrti Albaisin, uz brdo Valparaiso).
Do kraja 19. vijeka, oblast je postala dom romskoj zajednici, koji su izgradili kuće u pećinama iskopanim u mekanim stijenama brda. Četvrt je postala poznata po flamenko muzici i plesu, ali je nakon velikih poplava i prinudnih evakuacija 60-ih godina 20. vijeka broj stanovnika dramatično smanjen. Od ranih 90-ih, oblast ipak počinje polako da se razvija u turističku atrakciju i centar romske kulture.

## Spoljašnje veze
- Granada map (језик: шпански)
- Servicios Архивирано на веб-сајту  (27. септембар 2018) (језик: шпански)
- Granada info (језик: енглески)

37° 10′ 51″ N 3° 35′ 34″ W / 37.18083° С; 3.59278° З